# Bákász
A bákász, más néven bakurász (bakarasznyi ember, bakurász, böbös) gonosz, ijesztgető szellem, rém. A legenda szerint „összeszedi és elviszi a rossz gyerekeket, apró termetű, görbe hátú, villámgyors mozgású, karvaly orrú, gunyoros kacajú emberke”, más leírás szerint a Holdon lakik. Ezzel a lénnyel – a mumushoz hasonlóan – ijesztgették a rossz gyermekeket. Lázár Ervin A zöld lific című meséjében is felemlegeti a bákászt:

„…Hogy vinne el a bákász! Majd szólok a bákásznak, hogy vigyen el, az szereti az ilyen ágtördelő rosszcsontokat.
Jaj, a bákász! Fekete, loboncos. Három lába van, olyan, mint egy kutya, de mégse kutya, hanem bákász. Csattogtatja a fogát, viszi a Zsuzsikákat.…”

– Lázár Ervin: A manógyár

Lázár Ervin művében a felnőttek szerint a bákász elviszi a rossz gyerekeket, miközben a bákász – akárcsak a mumus, a konkó, vagy a zöld lific – fél a gyermekektől.

## Eredete
A Magyar néprajzi lexikon.  szerint a bakarasznyi ember „bakarasznyi magas, hét sing szakállú, kapanyélf…ú emberke, törpe, rosszindulatú mitikus mesealak, a hős legfőbb ellenfele, a királykisasszonyokat vagy égitesteket rabló sárkányok apja.”. A bakarasz a hüvelyk- és a mutatóujj közötti távolságot jelölő népi hosszmérték, átvitt értelemben kicsi gyermeket jelent.